# Адсорбтивність
Адсорбти́вність (рос. адсорбционная способность; англ. adsorptivity; нім. Adsorptionfähigkeit, Adsorptivität) — здатність адсорбенту адсорбувати певну кількість речовини; характеризується відношенням кількості адсорбованої речовини в грамах чи молях до маси, об'єму чи площі поверхні адсорбенту.
Дотичні терміни:
- Адсорбтив (рос. адсорбтив; англ. adsorptive; нім. Adsorptiv, Adsorbat) — речовина, яка присутня в тій чи іншій фазі та здатна адсорбуватися.
- Адсорбування (рос. адсорбирование, англ. adsorbing) — процес збільшення концентрації певних хімічних частинок на границі поділу фаз внаслідок переходу їх з об'єму розчину на поверхню.